# Brasil Big Bom (musikalbum)
Brasil Big Bom är ett musikalbum från 2007 där jazzsångerskan Lina Nyberg tillsammans med saxofonisten Magnus Lindgren arrangerat brasiliansk musik för ett mindre storband.

## Låtlista
1. Baby (Caetano Veloso/Lina Nyberg) – 4:15
2. Valentia (Edu Lobo/ Lina Nyberg) – 3:38
3. Madalena (Ivan Lins/Lina Nyberg) – 5:17
4. Bôto (Antonio Carlos Jobim/Lina Nyberg) – 3:18
5. Tô voltando (Paulo Cesar Pinheiro/Lina Nyberg) – 4:55
6. Sov (Lina Nyberg) – 5:49
7. Lapa (Lina Nyberg) – 3:11
8. En ton (Caetano Veloso/Lina Nyberg) – 5:50
9. Canto triste (Edu Lobo/Lina Nyberg) – 6:54
10. Elvatåget (Adoniran Barbosa/Lina Nyberg) – 5:46

## Medverkande
- Lina Nyberg – sång
- Magnus Lindgren – tenorsaxofon
- Ann-Sofi Söderqvist – trumpet
- Patrik Skogh – trumpet
- Karin Hammar – trombon
- Staffan Findin – bastrombon
- Joakim Rolandsson – altsaxofon
- Lisen Rylander – tenorsaxofon
- Alberto Pinton – barytonsaxofon
- Mathias Landaeus – Fender Rhodes
- Christian Spering – bas
- Chris Montgomery – trummor
- Magnus Persson – slagverk

## Mottagande
Skivan fick ett ganska ljumt mottagande när den kom ut med ett genomsnitt på 3,2/5 baserat på fem recensioner.